# مکتب باستان‌شناسی کتاب مقدس
مکتب باستان‌شناسی کتاب مقدس (انگلیسی: Biblical archaeology school) یا نئوآلببریتی‌ها همچنین ماکسیمالیست‌ها مکتب باستان‌شناسی است که به جهان کتاب مقدس می‌پردازد. در محیط آکادمیک به عنوان مکمل مطالعات کتاب مقدس عمل می‌کند و زمینه تاریخی، فرهنگی و زبانی را برای کتاب مقدس فراهم می‌کند.
اگر این رشته مدرن یک بنیانگذار داشت، آن ویلیام آلبرایت، آمریکایی با ریشه در سنت مسیحیت انجیلی بود.